# Šebořice
Šebořice, v některých pramenech uváděné jako Všebořice, jsou zaniklá středověká vesnice v okrese Vyškov, na území městyse Švábenice. Vesnice se nacházela na pravém břehu Švábenického potoka v jižní části katastru Švábenic.

## Historie
První písemná zmínka o osadě pochází z roku 1337, kdy je zmíněn její zakladatel Všebor, syn Mikuláše ze Švábenic. Všebor se zde rozhodl oddělit svůj majetek od rodu pánů ze Švábenic, jejichž majetek byl postupně prodáván olomouckému biskupovi a Johanitům.
Vesnice byla často uváděna v úředních listinách jako směnečné zboží. V roce 1461 ji získal Benediktinský klášter v Pustiměři na základě darovací listiny sepsané na hradě Strážišti. V této době byla vesnice již označena jako zpustlá. Datum jejího zániku je nejisté – podle historických pramenů byla pravděpodobně zničena během husitských válek v roce 1447, avšak místní pověst uvádí až rok 1493.

## Archeologické nálezy
Archeologický výzkum vedl Mojmír Režný ve spolupráci s ÚAPP Brno, Archeologickým ústavem AV ČR v Brně a Muzeem Vyškovska. Výzkum probíhal od května 2008 a odhalil zbytky keramických nádob datovaných na přelom 14. a 15. století. Velikost osady byla určena na přibližně šest až deset usedlostí.
Podle archeoložky Dagmar Šaurové mohlo být zpustošení vesnice spojeno s česko-uherskými válkami mezi Jiřím z Poděbrad a Matyášem Korvínem ve druhé polovině 15. století. Možné je však i dřívější zpustnutí během husitských válek. Tuto teorii podporuje absence mincí rakouských denárů a moravských čtyřhranných či kruhových mincí ražených ve 40.–60. letech 15. století.

## Pověst o zániku
Podle lidové pověsti byla vesnice zničena během velké bouřky a následné povodně. Na památku této tragédie byla v místě bývalé osady vybudována Duchnová studánka. Traduje se, že když se od kopce **Rozepře** přihnala bouře, rozvodnila pramen ve studánce, který vyplavil celou vesnici. Místní stařena se pokusila pramen zacpat duchnou, ale nebylo to nic platné.

## Současný stav
Dnes oblast připomíná pouze místní název polní tratě Šeborsko, Šitborsko nebo Šaborsko. Lokalita je zarostlá vegetací, avšak díky archeologickému výzkumu byla její přesná poloha určena. Městys Švábenice zde udržuje památné místo **Duchnové studánky**, která je součástí místní lidové tradice.